# Antonio Cavoli
Antonio Cavoli (San Giovanni in Marignano, 1º marzo 1888 – Tokyo, 22 novembre 1972) è stato un missionario italiano attivo in Giappone, fondatore della congregazione delle Suore della carità di Gesù.